# Debra Feuer
Debra L. Feuer (* 12. Januar 1959) ist eine US-amerikanische Schauspielerin.

## Leben
Debra Feuer ist die Tochter einer Showtänzerin und des Keyboarders Ron Feuer. Ihre Schwester Tamara ist eine Künstlerin und ihr Bruder Ian Feuer ist ein ehemaliger Fußballtorhüter, der u. a. bei West Ham United unter Vertrag stand und derzeit bei Los Angeles Galaxy als Torwarttrainer tätig ist. Bei den Dreharbeiten zum Film Hardcase lernte sie 1980 Mickey Rourke kennen, die beiden heirateten im selben Jahr. Die Ehe wurde 1989 wieder geschieden.

## Karriere
Ihr Schauspieldebüt feierte Debra Feuer 1977 in dem Film Beyond Reason von und mit Telly Savalas. Anschließend sah man sie 1978 in je einer Episode von Fantasy Island und Love Boat und in dem Drama Moment by Moment der Regisseurin Jane Wagner, an der Seite von John Travolta und Lily Tomlin als Stacie. 1979 hatte Feuer eine kleine Rolle als Beckie Mae in Ein Duke kommt selten allein, in der Folge The Ghost of General Lee (Episode 2x06). 1980 wirkte sie in einer Nebenrolle in The Hollywood Knights mit, einer Komödie mit Michelle Pfeiffer und Fran Drescher. In dem US-amerikanischen Fernsehfilm Hardcase sah man sie an der Seite von Mickey Rourke. In Leben und Sterben in L.A., von William Friedkin, mit Willem Dafoe und William Petersen in den Hauptrollen, erhielt sie ihre erste größere Nebenrolle. 1986 war sie neben Adriano Celentano Hauptdarstellerin in "Der Brummbär". 1988 spielte sie ein weiteres Mal an der Seite von Rourke in dem Sportdrama Homeboy. Dabei verkörperte Rourke einen Boxer, Feuer seine Geliebte und Christopher Walken einen korrupten Boxpromoter. Im gleichen Jahr sah man sie in einer Doppelfolge von Miami Vice als Celeste. Zuletzt stand sie 2000 in dem Kurzfilm No Pussyfooting vor der Kamera.

## Filmografie (Auswahl)
- 1977: Starsky & Hutch (Fernsehserie, Folge 3x01 Starsky and Hutch on Playboy Island)
- 1977: Beyond Reason
- 1978: Fantasy Island (Fernsehserie, Staffel 1, Episode 8 Treasure Hunt/Beauty Contest)
- 1978: Love Boat (The Love Boat, Fernsehserie, Folge 1x23 Musical Cabins)
- 1978: Moment by Moment
- 1979: Ein Duke kommt selten allein (The Dukes of Hazzard, Fernsehserie, Folge 2x06 The Ghost of General Lee)
- 1980: Vegas (Vega$, Fernsehserie, Folge 2x15 Magic Sister Slayings)
- 1980: The Hollywood Knights
- 1981: Hardcase
- 1985: Leben und Sterben in L.A. (To Live and Die in L.A.)
- 1986: Der Brummbär (Il burbero)
- 1988: Homeboy
- 1988: Miami Vice (Fernsehserie, Folgen 5x01–02)
- 1990: Night Angel
- 2000: No Pussyfooting